# Ozyptila perplexa
Ozyptila perplexa là một loài nhện trong họ Thomisidae.
Loài này thuộc chi Ozyptila. Ozyptila perplexa được Eugène Simon miêu tả năm 1875.